# Christian Ward
Pour les articles homonymes, voir Ward.
Christian Ward est un auteur de bande dessinée et illustrateur basé à Londres qui travaille notamment pour le marché du comic book américain. Il est spécialisé dans la science-fiction et la fantasy.

## Biographie
En 2020 paraît en France Invisible Kingdom, tome 1 Le Sentier, en collaboration avec G. Willow Wilson (HiComics). L'album figure dans la sélection pour le Festival d'Angoulême 2021.

## Principales publications
Sauf précision, le collaborateur indiqué est le scénariste de l'histoire.

### En anglais
- Olympus no 1-4 (avec Nathan Edmondson (en)), Image Comics, 2009.
- ODY-C (en) no 1-12 (avec Matt Fraction), Image Comics, 2014-2016.
- Black Bolt no 1-6 et 8-9 (avec Saladin Ahmed), Marvel Comics, 2017-2018.

## Récompense
- 2018 : Prix Eisner de la meilleure nouvelle série pour Black Bolt (avec Saladin Ahmed)
- 2020 : Prix Eisner de la meilleure nouvelle série (avec G. Willow Wilson) et du meilleur peintre ou artiste multimédia pour Invisible Kingdom[2]